# Berberis laurina
Berberis laurina là một loài thực vật có hoa trong họ Hoàng mộc. Loài này được Thunb. mô tả khoa học đầu tiên năm 1817.